# Concerto per violino e orchestra n. 1 (Bruch)
Il concerto per violino e orchestra n. 1 in sol minore Op.26 è il primo di tre concerti per violino scritti dal compositore tedesco Max Bruch. È uno dei concerti più noti per violino solista nonché probabilmente l'opera più conosciuta del compositore.

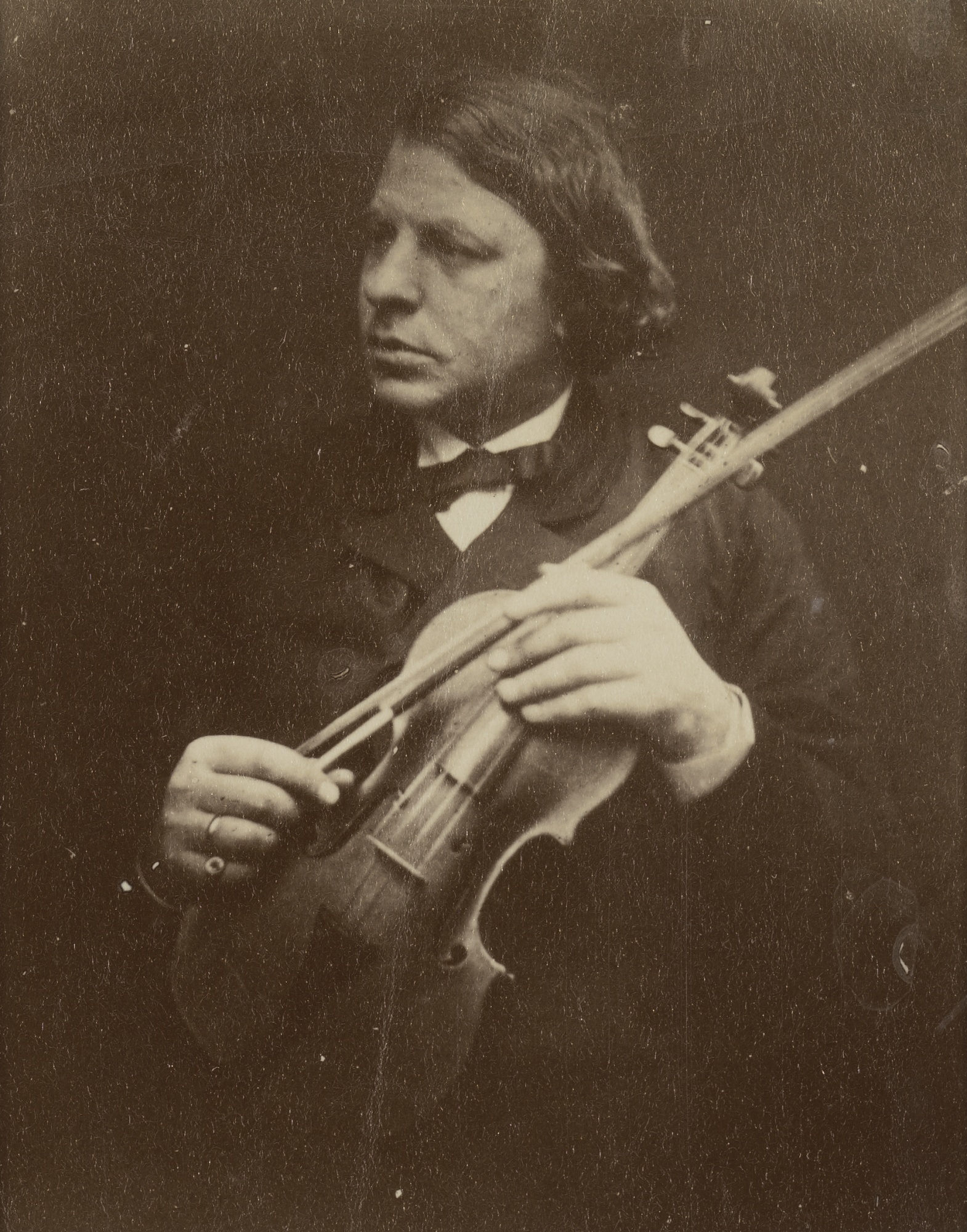
Una foto di József Joachim risalente al 1868, anno in cui suonò, per la prima volta, il concerto n. 1 di Bruch, concerto a lui dedicato

## Storia della composizione
Intorno al 1864, Bruch, allora ventiseienne, intraprese la composizione di un'opera per violino e orchestra. Per far ciò si servì dei consigli di diversi virtuosi dello strumento, tra cui spicca József Joachim al quale è dedicata l'opera. La composizione del concerto però procedeva lentamente e Bruch, dopo 18 mesi di lavoro, scrisse al suo maestro Ferdinand Hiller:
Il concerto fu terminato inizialmente nel 1866 e la prima esecuzione avvenne il 24 aprile dello stesso anno a Coblenza. Il solista fu Otto von Königslow e lo stesso Bruch diresse l'orchestra, ma senza suscitare troppo clamore. Successivamente il concerto fu rivisto in maniera considerevole dal compositore tedesco, che utilizzò come modello di riferimento il Concerto per violino e orchestra in mi minore di Mendelssohn, con l'aiuto del solo Joachim, il quale aggiunse le cadenze del violino solista. 
La versione rivisitata del concerto, la stessa che ci è pervenuta oggi, fu ultimata nel 1867 e la prima esecuzione, eseguita dallo stesso Joachim, avvenne a Brema il 5 gennaio 1868, sotto la conduzione di Karl Martin Rheinthaler.
I concerti per violino che compose in seguito Bruch non raggiunsero mai il successo ottenuto dal primo, che continua ad essere una delle opere più acclamate del repertorio anche in termini di audience.

## Struttura
Il concerto è composto da tre movimenti strettamente connessi l'uno all'altro:
1. Vorspiel - Allegro moderato (in sol minore)
2. Adagio (in mi bemolle maggiore)
3. Finale - Allegro energico (in sol maggiore)

### Il primo movimento
Il primo movimento, Allegro moderato, presenta anche la dicitura Vorspiel (preludio), poiché l'autore, all'inizio della stesura, era indeciso se comporre una fantasia o un concerto.
Il concerto si apre con un rullo di timpani e con la melodia, inizialmente affidata ai legni e in seguito al violino solo con due brevi cadenze. Poi la malinconia delle prime frasi lascia spazio al tema maestoso e risoluto che termina ugualmente con due cadenze del violino solo, più virtuose delle prime, e con il tutti dell'orchestra che confluisce nel secondo movimento.

### Il secondo movimento
Il secondo movimento è collegato al primo attraverso una nota lunga tenuta dai violini primi. Possiamo riscontrare la presenza di temi nostalgici e melodici condivisi dal violino solo e dall'orchestra in un continuo dialogo che aumenta d'intensità per poi terminare dolcemente con una breve pausa che porta al terzo movimento.

### Il terzo movimento
Il terzo movimento si apre con una tranquilla ma intensa introduzione orchestrale che prepara il terreno all'entrata energica e brillante del violino solo, il quale, utilizzando molto le doppie corde, esegue un tema molto simile a una danza. Il tema che segue, più lento del primo, è una melodia di tradizione romantica caratterizzata dalla grande intensità che rappresenta il climax del concerto. Il finale è un continuo e serrato accelerando del violino solo seguito dall'intera orchestra che termina con due corti e intensi accordi finali.

## Manoscritto originale
Bruch vendette il manoscritto del concerto al suo editore Fritz Simrock per una piccola somma, ma conservò una copia per sé. Alla fine della prima guerra mondiale, egli versava in una condizione molto povera poiché non riusciva a ottenere il pagamento delle royalties per alcune sue opere a causa della instabile situazione economica mondiale di quel periodo. Così affidò il suo manoscritto al duo pianistico Rose e Ottilie Sutro (per il quale aveva composto in precedenza il suo Concerto per due pianoforti e orchestra in la bemolle minore) cosicché potessero venderlo negli Stati Uniti e mandargli dei soldi. Bruch morì nell'ottobre del 1920, senza aver ricevuto il denaro ricavato dalla vendita del manoscritto. Le sorelle Sutro decisero quindi di conservarlo, nonostante affermassero di averlo venduto (e a tal scopo mandarono dei soldi alla famiglia di Bruch, derivati dalla presunta vendita dell'autografo).
Nel 1949 vendettero il manoscritto a Mary Flager Cary, la cui collezione musicale (che comprende anche il manoscritto) risiede nel Morgan Library & Museum di New York.